# Арчинцы
Арчи́нцы (самоназвание — аршишттиб, авар. Рочисел) — народ, один из народов лезгинской группы, субэтнос аварцев. Коренное население Дагестана. Живут в бассейне реки Хатар, в сёлах Арчиб, Алчуниб, Кубатль, Хилих, Кесериб, Хитаб, Калиб Чародинского района. Численность в России, в соответствии с переписью 2021 года, — 1 693 человека. Верующие — мусульмане-сунниты.
Арчинцы, как и другие народности лезгинской языковой группы, как по языку, так и в этнокультурном отношении близки другим народам Дагестана. Предки этих народностей исторически входили в состав многоплемённого государственного объединения — Кавказской Албании, и были известны под общим именем «леков»[страница не указана 1288 дней], «албанцев». С советских переписей после 20-30-х гг. XX века арчинцы включались в состав аварцев.

## История
Современные лингвистические исследования относят время, когда произошло разделение протолезгинского, протоудинского и протоарчинского языков, к 1740 году до н. э., то есть примерно 3760 лет назад.
Происхождение арчинцев остаётся до конца неясным. Впервые арчинцы упоминаются в исторической хронике Мухаммеда Рафи из Ширвана, относящейся к периоду не ранее конца XIII — не позднее XVI веков. По мнению профессора Е. М. Шиллинга, в прошлом арчинцы входили в состав аварского общества Дусрах (или Риссиб) и время от времени платили дань казикумухским ханам. Вхождение Дагестана в состав России в 1813 году усилило развитие товарно-денежных отношений, расширились торгово-экономические связи, возросло отходничество арчинцев. По данным Энциклопедического словаря Брокгауза и Ефрона на 1886 год, в Казикумухском округе проживало 802 арчинца. С 1899 года арчинцы входили в состав Гунибского округа Дагестанской области.
С 1921 года арчинцы в составе Дагестанской АССР. По переписи 1926 года в СССР проживало 863 арчинца.
В последующих переписях населения СССР арчинцы не выделялись как этническая группа, а включались в состав аварцев вместе с 13 самостоятельными в языковом отношении этничностями андо-цезской языковой группы. Согласно БСЭ, арчинцы в переписи 1959 года назвали себя аварцами, хотя при этом сохраняли родной язык и некоторые этнографические особенности.
По переписи 2002 года, в России проживало 89 арчинцев, которые были включены как этническая группа в состав аварцев. Перепись 2010 года зафиксировала в стране всего 12 арчинцев.

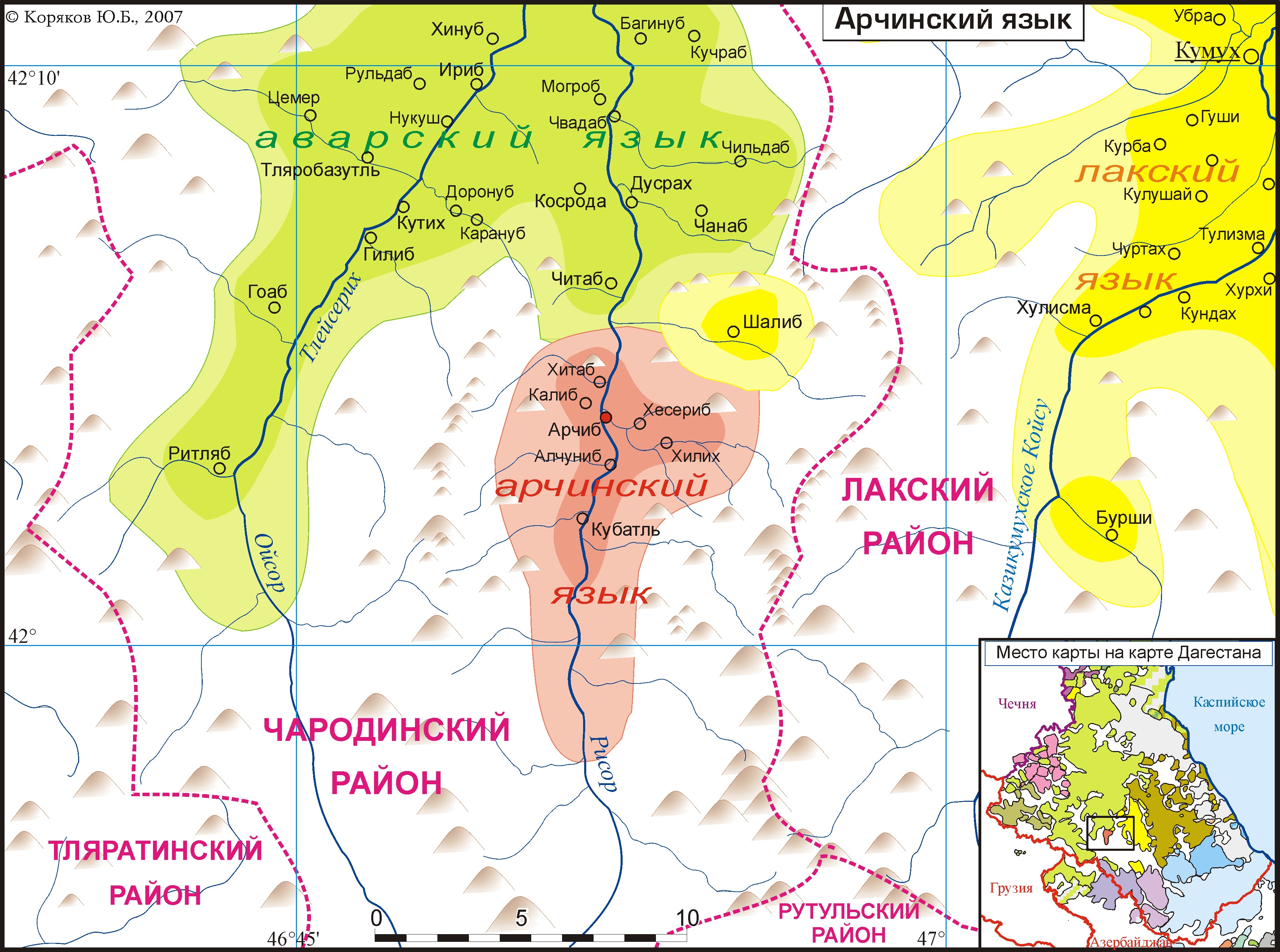
Карта распространения арчинского языка и арчинских сел

## Язык
Язык арчинский относится к лезгинской ветви нахско-дагестанской группы северокавказской семьи. Язык не имел письменности до 2006 года. Среди арчинцев распространены также аварский, лакский и русский языки.
Исследователь Пётр Услар приводит арчинскую легенду о происхождении их языка:

Бог создал народы и языки; языков было гораздо меньше, чем народов. Бог на несколько народов выдавал по одному языку, но все народы отказывались от языка самого трудного в свете, который и достался самому небольшому народу в свете: язык арчинский и народ арчинский.

Первые сведения об арчинском языке были опубликованы в «Лакской грамматике» П. Услара в одном из его писем к А. Шифнеру от 11 июня 1863 года, опубликованных в качестве приложения к книге. Язык арчинцев на сегодня относится в числу исчезающих на Кавказе.
П. К. Услар, обращаясь к необходимости классифицировать его, относительно его фонетической системы высказал следующее замечание:

«Как кажется, они весьма близко подходят к маарульным (аварским) или даже тождественны с ними».

Известный итальянский лингвист, А. Тромбетти включает арчибский язык в состав аварской группы языков.
Многие языковеды относят арчинский язык к аварской группе: Н. Ф. Яковлев, А. Тромбетти, Г. Деерс. А. С. Чикобава также считает, что он «тяготеет к аварскому».
Е. А. Бокарев признает, что «отнесению арчинского языка к аварской группе способствовала, очевидно, такая яркая особенность его фонетического состава, как наличие глухих латеральных, которые из дагестанских языков засвидетельствованы лишь в языках аваро-андо-цезских».
Редактор его книги Б. К. Гигинейшвили подчеркивает перспективность точки зрения известных языковедов, Г. Климова и Б. Талибова, которые считают черты, сближающие арчибский язык с аварским и лакским, более древними, архаичными, а сходство с лезгинскими языками — инновациями.

## Этноним
Этноним «арчинцы» происходит от лакского наименования селения Арчиб — Арчи. Среди своих соседей парадоксальность арчинцев заключается в том, что по языку их сближают с лезгинами, по этническому самосознанию — с аварцами, по культуре — с аварцами и лакцами.

## Религия
Верующие арчинцы преимущественно исповедуют ислам суннитского толка. Судя по найденным древним арабоязычным куфийским памятникам, арчинцы приняли ислам не позднее X века. Пётр Услар также особо отмечал, что «арчинцы ревностные мусульмане».

## Быт

### Занятия и традиции
Е. М. Шиллинг писал о характере национальной культуры арчинцев:

Национальная культура арчинцев в целом даёт картину смешения поздних форм, значительной нивелировки и архаичных, ранних по происхождению местных реликтовых форм. Будучи связанной с вариантами соседних культур (особенно аварской) она не утратила ряда оригинальных черт, отложенных наличием не только особого языка, но и существованием, как мы видели, ряда определённых хозяйственных черт и бытовых признаков.